# Готфрид (Арнулфинги)
Готфрид (на немски: Gottfried, Godefrid, † 720/726) от фамилията Арнулфинги, е най-малкият син на херцог Дрого и Анструда, внук на Пипин Ерсталски, праправнук на Арнулф от Мец и племенник на Гримоалд Млади.
Той и братята му Арнулф и Пипин са затворени от техния получичо Карл Мартел. Вероятно той умира по време на затвора. Възможно е обаче той да е монах в манастир. Гробът му не е известен.